# Connor Undercover
Connor Undercover é uma série de televisão canadense transmitido originalmente pelo canal Family Channel, no Brasil pelo canal pago Boomerang e em Portugal transmitido pelo canal Panda Biggs. É estrelado por Max Morrow interpretando Connor Heath.  É co-produzido pela  Heroic Films Company e Shaftesbury Films. Em 2010, o Family Channel renovou a séria para uma segunda temporada. Em 31 de janeiro de 2011, o final da série foi ao ar, concluindo assim a série.

## Elenco

### Principal
- Max Morrow como Connor Heath
- Lola Tash como Gisela Calicos
- Gavin Fox  como Eduardo Garcia
- Jordan Francis como Dave "Whynot" Wynott
- Carleigh Beverly como Tanya Gilette
- Dylan Authors como Ty Heath
- Ana Golja como Lily Bogdakovitch

### Secundário
- Howard Hoover como Reuben Heath
- Jude Coffey como Julia Heath
- Randy Thomas como President Calicos
- Raquel Cadilha como Tanya
- Will Bowes como Renford
- Marline Yan como Sophia
- Jacob Neayem como Hugo
- Tattiawna Jones como Zatari